# Cola (band)
Cola is een Canadese postpunkband, opgericht in 2021 en afkomstig uit Montréal. Het trio bestaat uit Tim Darcy (zang, gitaar), Ben Stidworthy (basgitaar) en Evan Cartwright (drums) en beweegt zich voornamelijk in de genres artpunk, postpunk en noiserock.

## Geschiedenis
De oorsprong van de band ligt in eind 2019, toen twee bandleden van Ought, te weten Tim Darcy en Ben Stidworthy, samen met Evan Cartwright van U.S. Girls, muziek begonnen te schrijven. Darcy en Stidworthy woonden op dat moment in Montréal en Cartwright in Toronto. Twee jaar lang bleef men informeel muzikale ideeën uitwisselen. 
In november 2021 maakte Ought zijn opheffing bekend en dezelfde dag maakte Cola diens oprichting bekend én bracht de single "Blank Curtain" uit. Volgens Rolling Stone had de song een "verrukkelijk obsessieve gitaargroove".
Op 20 mei 2022 kwam het debuutalbum Deep in View uit, dat met een Metacritic-score van 81 algemeen lof toegezwaaid kreeg. Critici prezen de melodie, energie en subtiele experimenten, waarbij de band een eigen weg insloeg in plaats van voort te borduren op het werk van Ought.  
Op 14 juni 2024 kwam de opvolger The Gloss uit, dat met een Metacritic-score van 79 "grotendeels positieve kritiek" kreeg.

## Leden
- Tim Darcy – gitaar, zang
- Ben Stidworthy – basgitaar
- Evan Cartwright – drums

## Discografie

### Albums
- 2022 Deep in View
- 2024 The Gloss

### Singles[4]
- 2021 Blank Curtain
- 2023 Keys Down If You Stay
- 2024 Bitter Melon
- 2024 Pallor Tricks
- 2024 Albatross
- 2024 Pulling Quotes
- 2025 Mendicant